# Ястран, Максим Григорьевич
Максим Григорьевич Ястран (настоящая фамилия Григорьев; 1916, д. Вурманкасы, Казанская губерния, Российская империя — осень 1942, Сталинград, РСФСР, СССР) — чувашский поэт, переводчик. Принят в СП СССР в 1962 году (посмертно).

## Биография
Максим Григорьев родился в 1916 году в деревне Вурманкасы  Ядринского уезда Казанской губернии (ныне Аликовский район Чувашии) в бедной крестьянской семье. Ещё в школьные годы его интересовал мир поэзии. Он зачитывался произведениями Константина Иванова и Михаила Сеспеля.
После окончания Асакасинской школы колхозной молодежи Максим продолжает учёбу в Чебоксарском рабфаке.
В 1936—1939 годах Максим Григорьев работает в штате журнала «Хатĕр пул», газет «Çамрăк большевик», «Пионер сасси».
На Великую Отечественную войну его призывают в начале 1942 года. Часть, в которой проходил службу Ястран, отправляется защищать Сталинград. Но и на фронте поэт продолжает писать. Свои стихи военного времени «Другу погибшему», «Медсестра», «Колхозный аргамак», «Песня девушки», «Как у нашего отца было семеро сыновей» М. Ястран посвящяет солдатской дружбе.
Осенью того же года в бою за Сталинград Максим Ястран погиб.
В мае 1962 года он был посмертно принят в Союз писателей СССР.

## Литературная деятельность
Своё первое стихотворение «После субботника» Максим Ястран печатает в 1935 году в газете «Çамрăк колхозник». Известность поэту приносит стихотворение «Беседа в саду».
Ястран работал как в жанре лирики, так и в крупных поэм, из-под его пера вышли, к примеру, «Сергей Киров», «Семикрылый орел», «Волшебная лампа».
Поэт пробует себя в переводе работ известных отечественных и зарубежных поэтов. На чувашский язык он переложил творения Г. Гейне, А. Пушкина, М. Лермонтова, Т. Шевченко, В. Маяковского, К. Симонова, С. Михалкова, И. Чавчавадзе и других.
В начале войны Ястран работает разъездным корреспондентом в газете «Чăваш коммуни»/Чувашская коммуна, пишет о неустанном труде колхозников в тылу. В газете «Чăваш коммуни» 27 июня 1941 года увидел свет его стих «Мы не раз громили врага».